# 부랄리포르티 역설
집합론에서 부랄리포르티 역설(영어: Burali-Forti paradox)은 소박한 집합론의 역설의 하나이며, 모든 순서수의 모임이 집합을 이룰 수 없다는 것을 증명한다.

## 정의
존 폰 노이만을 따라서, 순서수 {\displaystyle \omega }를 {\displaystyle \omega }보다 작은 순서수들의 집합으로 정의하자. 예를 들어, {\displaystyle 0=\varnothing }, {\displaystyle 1=\{0\}}, {\displaystyle 2=\{0,1\}} 따위이다.
모든 순서수의 모임 {\displaystyle {\text{On}}}이 집합이라고 하자. 그렇다면 {\displaystyle \operatorname {On} } 자체도 또한 순서수가 된다. 따라서 그 바로 다음 수 {\displaystyle {\text{On}}+1}이 존재하고, 이는 {\displaystyle {\text{On}}}보다 크다. 그러나, {\displaystyle {\text{On}}}은 모든 순서수를 포함하므로 {\displaystyle {\text{On}}+1}도 그 원소가 되며, 다음의 역설이 발생한다.
{\displaystyle {\text{On}}<{\text{On}}+1<{\text{On}}}
따라서, 모든 순서수의 모임은 집합이 될 수 없다.

## 역사
체사레 부랄리포르티(이탈리아어: Cesare Burali-Forti)가 1897년에 발견하였다.

## 같이 보기
- 칸토어 역설
- 러셀의 역설